# Gracefield
Gracefield – miasto w Kanadzie, w prowincji Quebec, w regionie Outaouais i MRC La Vallée-de-la-Gatineau. Powstało w 2002 roku poprzez połączenie dotychczasowym trzech gmin: Gracefield, Northfield et Wright.
Liczba mieszkańców Gracefield wynosi 2 439. Język francuski jest językiem ojczystym dla 91,9%, angielski dla 7,2% mieszkańców (2006).